# Ngonye Falls
Ngonye Falls (także Sioma Falls) – wodospad na rzece Zambezi w zambijskiej Prowincji Zachodniej. Położony jest niecały 1 km na wschód od drogi M10, w pobliżu wsi Sioma.
Wodospad jest szeroki, podkowiastego kształtu. Tworzy bazaltową groblę stanowiącą południowy kraniec wielkiego obszaru zalewowego Barotse Floodplain. Poniżej wodospadu na rzece Zambezi znajdują się znacznie większe Wodospady Wiktorii.
Teren ten objęty jest ochroną jako Park Narodowy Ngonye Falls. Znajduje się tu także biuro położonego na południowy zachód  Parku Narodowego Sioma Ngwezi.